# Плосково (Верховажский район)
Плосково — деревня в Верховажском районе Вологодской области.
Входит в состав Чушевицкого сельского поселения, с точки зрения административно-территориального деления — в Чушевицкий сельсовет.
Расстояние по автодороге до районного центра Верховажья — 40 км, до центра муниципального образования Чушевиц — 1.5 км. Ближайшие населённые пункты — Парищево, Пукирево, Берег, Мосеево, Чушевицы, Хорошево.
По переписи 2002 года население — 359 человек (176 мужчин, 183 женщины). Всё население — русские.